# E. Morton Jellinek
Elvin Morton Jellinek, E. Morton Jellinek eller E. M. Jellinek, född 15 augusti 1890 i New York, död 22 oktober 1963 i Stanford, Kalifornien, var en amerikansk psykolog, känd för att ha myntat begreppet alkoholism där beroende av alkohol betraktas som en sjukdom.